# VIIIe législature de la Cinquième République française
La VIIIe législature de la Cinquième République est un cycle parlementaire qui s'ouvre le 2 avril 1986 et se termine le 14 mai 1988, avec la dissolution de l'Assemblée nationale par le président de la République François Mitterrand, qui vient d'être réélu.
Elle est issue des résultats des élections législatives françaises de 1986, qui pour la première fois sous la Cinquième République, se sont déroulées (partiellement) au scrutin proportionnel (listes départementales) à un seul tour. D'une majorité de droite, cette législature provoque la première cohabitation de la Cinquième République. Il s'agit également de la première fois où le Front national envoie des députés au palais Bourbon.

## Composition de l'exécutif

### Président de la République
Lors de l'ouverture de la VIIIe législature, le mercredi 2 avril 1986, François Mitterrand est président de la République depuis 4 ans, 10 mois et 12 jours. Il a été élu Président le dimanche 10 mai 1981 avec 51,76 % des suffrages. À la suite de la défaite de la majorité sortante de gauche lors du scrutin législatif, il nomme Jacques Chirac (RPR) premier ministre le 20 mars 1986.

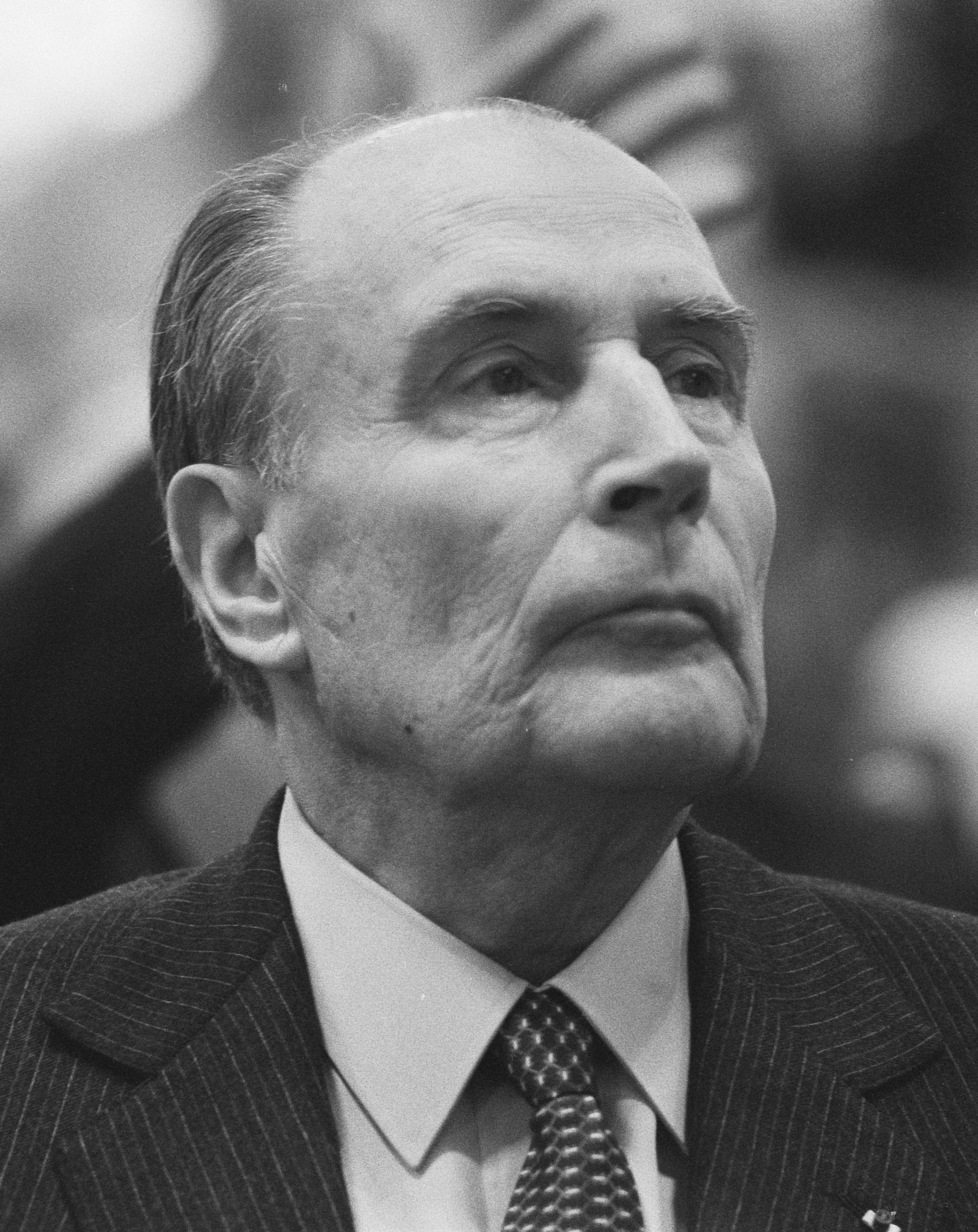
François Mitterrand, président de la République.

### Premiers ministres et gouvernements successifs
Le 17 mars 1986, au lendemain de l'unique tour des élections législatives qui voit la victoire de la droite parlementaire, Laurent Fabius présente sa démission au président de la République, qui l'accepte. Le 20 mars 1986, François Mitterrand charge Jacques Chirac de former un nouveau gouvernement, le premier de cohabitation sous la Ve République.
| Gouvernement | Gouvernement | Gouvernement                    | Dates (Durée)                                          | Partis                           | Premier ministre     | Composition initiale                                                       |
| ------------ | ------------ | ------------------------------- | ------------------------------------------------------ | -------------------------------- | -------------------- | -------------------------------------------------------------------------- |
| 1            |              | Gouvernement Jacques Chirac (2) | 20 mars 1986 - 10 mai 1988 (2 ans, 1 mois et 20 jours) | RPR – UDF (PR - CDS - PRV - PSD) | Jacques Chirac (RPR) | 1 ministre d'État 13 ministres 14 ministres délégués 18 secrétaires d'État |
| 2            |              | Gouvernement Michel Rocard (1)  | 10 mai - 28 juin 1988 (1 mois et 18 jours)             | PS - UDF diss. - MRG             | Michel Rocard (PS)   | 4 ministres d'État 13 ministres 9 ministres délégués 15 secrétaires d'État |

## Composition de l'Assemblée nationale

### Résultats des élections législatives
|                          |                                    |                           |                |        |
|                          |                                    | Premier tour 16 mars 1986 |                |        |
|                          |                                    |                           |                |        |
|                          |                                    | Nombre                    | % des inscrits |        |
| Inscrits                 | Inscrits                           | 37 562 173                | 100,00         |        |
| Abstentions              | Abstentions                        | 7 878 658                 | 21,50          |        |
| Votants                  | Votants                            | 29 683 515                | 79,02          |        |
|                          |                                    |                           | % des votants  |        |
| Bulletins blancs et nuls | Bulletins blancs et nuls           | 1 275 684                 | 4,35           |        |
| Suffrages exprimés       | Suffrages exprimés                 | 28 024 168                | 74,60          |        |
|                          |                                    |                           |                |        |
| Étiquette politique      | Étiquette politique                | Voix                      | % des exprimés | Sièges |
|                          |                                    |                           |                |        |
|                          | Parti socialiste                   | 8 693 939                 | 31,02          | 206    |
|                          | Listes communes RPR-UDF            | 6 008 612                 | 21,44          | 147    |
|                          | Rassemblement pour la République   | 3 143 224                 | 11,22          | 76     |
|                          | Parti communiste français          | 2 739 925                 | 9,78           | 35     |
|                          | Front national                     | 2 703 442                 | 9,65           | 35     |
|                          | Union pour la démocratie française | 2 330 167                 | 8,31           | 53     |
|                          | Divers droite                      | 1 083 711                 | 3,87           | 14     |
|                          | Extrême gauche                     | 430 352                   | 1,54           | 0      |
|                          | Écologistes                        | 340 109                   | 1,21           | 0      |
|                          | Divers gauche                      | 301 063                   | 1,07           | 5      |
|                          | Mouvement des radicaux de gauche   | 107 769                   | 0,38           | 2      |
|                          | Extrême droite                     | 57 432                    | 0,20           | 0      |
|                          | UNG (Aimé Césaire, Martinique)     | 56 044                    | 0,20           | 0      |
|                          | Régionalistes                      | 28 379                    | 0,10           | 0      |
| Source : data.gouv.fr    |                                    |                           |                |        |

### Groupes parlementaires

Communiste: 35 sièges
Socialiste: 212 sièges
Union pour la démocratie française: 131 sièges
Rassemblement pour la République: 155 sièges
Front national – Rassemblement national: 35 sièges
Non-inscrits: 9 sièges

| Groupe parlementaire               | Groupe parlementaire               | Groupe parlementaire                    | Députés                            | Députés                            | Députés | Président déclaré  | Positionnement déclaré |  |
| Groupe parlementaire               | Groupe parlementaire               | Groupe parlementaire                    | Membres                            | Apparentés                         | Total   | Président déclaré  | Positionnement déclaré |  |
| ---------------------------------- | ---------------------------------- | --------------------------------------- | ---------------------------------- | ---------------------------------- | ------- | ------------------ | ---------------------- |  |
|                                    | SOC                                | Socialiste                              | 196                                | 16                                 | 212     | Pierre Joxe        | Opposition             |  |
|                                    | RPR                                | Rassemblement pour la République        | 147                                | 8                                  | 155     | Pierre Messmer     | Majorité               |  |
|                                    | UDF                                | Union pour la démocratie française      | 114                                | 17                                 | 131     | Jean-Claude Gaudin | Majorité               |  |
|                                    | COM                                | Communiste                              | 32                                 | 3                                  | 35      | André Lajoinie     | Opposition             |  |
|                                    | FN-RN                              | Front national – Rassemblement national | 32                                 | 3                                  | 35      | Jean-Marie Le Pen  | Opposition             |  |
|                                    |                                    |                                         |                                    |                                    |         |                    |                        |  |
| Total de députés membre de groupes | Total de députés membre de groupes | Total de députés membre de groupes      | Total de députés membre de groupes | Total de députés membre de groupes | 568     |                    |                        |  |
|                                    | Députés non-inscrits               | Députés non-inscrits                    | Députés non-inscrits               | Députés non-inscrits               | 9       |                    |                        |  |
|                                    |                                    |                                         |                                    |                                    |         |                    |                        |  |
| Total des sièges pourvus           | Total des sièges pourvus           | Total des sièges pourvus                | Total des sièges pourvus           | Total des sièges pourvus           | 577     |                    |                        |  |

### Président de l'Assemblée nationale

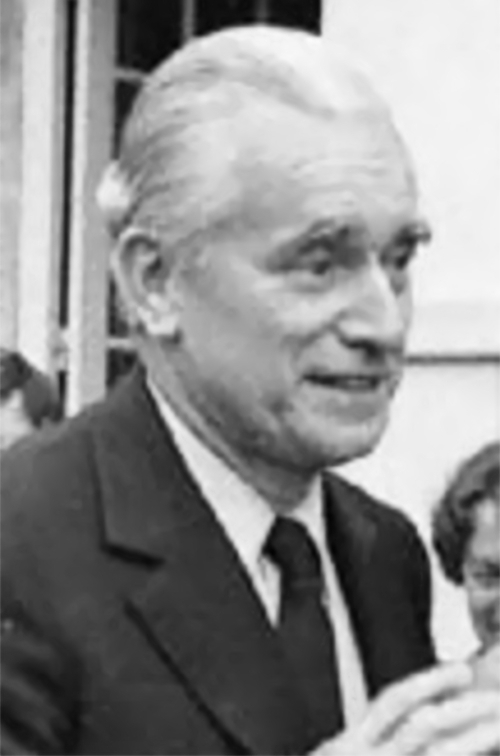
Jacques Chaban-Delmas, président de l'Assemblée nationale pour la troisième fois.

L'Assemblée nationale nouvellement élue se réunit pour la première fois le mercredi 2 avril 1986. Pendant cette séance, présidée par le vice-doyen d'âge Édouard Frédéric-Dupont du RPR (83 ans), a lieu l'élection du président de l'Assemblée. Les six députés les plus jeunes (Gautier Audinot, Jérôme Lambert, Jean-François Jalkh, Élisabeth Hubert, Éric Raoult, Gérard Welzer, du plus jeune au plus âgé) remplissent les fonctions de secrétaires jusqu'à la composition du Bureau, qui a lieu deux jours plus tard.

#### Élection pour la présidence de l'Assemblée nationale
Jacques Chaban-Delmas (RPR), Guy Ducoloné (COM), André Labarrère (SOC) et Yann Piat (FN-RN) sont candidats.
Pour être élu président de l'Assemblée nationale, le candidat doit réunir la majorité absolue des suffrages exprimés au premier ou au second tour ou bien la majorité relative au troisième tour du scrutin. Aucun candidat ne réunit la majorité absolue au premier tour de scrutin. C'est ainsi qu'au second tour, Jacques Chaban-Delmas est élu président de l'Assemblée nationale pour la troisième fois. Il a déjà siégé au perchoir du 9 décembre 1958 au 20 juin 1969 et du 3 avril 1978 à 21 mai 1981.
| Candidat       | Candidat              | Circonscription      | Groupe         | 1er tour | 1er tour | 2d tour | 2d tour |
| Candidat       | Candidat              | Circonscription      | Groupe         | Voix     | %        | Voix    | %       |
| -------------- | --------------------- | -------------------- | -------------- | -------- | -------- | ------- | ------- |
|                | Jacques Chaban-Delmas | Gironde              | RPR            | 271      | 49,54    | 282     | 50,90   |
|                | André Labarrère       | Pyrénées-Atlantiques | SOC            | 207      | 37,84    | 205     | 37,00   |
|                | Yann Piat             | Var                  | FN-RN          | 36       | 6,58     | 34      | 6,13    |
|                | Guy Ducoloné          | Hauts-de-Seine       | COM            | 33       | 6,03     | 33      | 5,95    |
|                |                       |                      |                |          |          |         |         |
| Votants        | Votants               | Votants              | Votants        | 561      | 100,00   | 563     | 100,00  |
| Blancs ou nuls | Blancs ou nuls        | Blancs ou nuls       | Blancs ou nuls | 14       | 2,49     | 9       | 1,60    |
| Exprimés       | Exprimés              | Exprimés             | Exprimés       | 547      | 97,50    | 554     | 98,40   |

### Bureau de l'Assemblée nationale
Le Bureau de l'Assemblée nationale est composé du président de l'Assemblée, des 6 vice-présidents, des 3 questeurs ainsi que des 12 secrétaires.
| Fonction        | Titulaire | Titulaire               | Circonscription  | Groupe |
| --------------- | --------- | ----------------------- | ---------------- | ------ |
| Président       |           | Jacques Chaban-Delmas   | Gironde          | RPR    |
| Vice-présidents |           | Charles Millon          | Ain              | UDF    |
| Vice-présidents |           | Claude Labbé            | Hauts-de-Seine   | RPR    |
| Vice-présidents |           | Philippe Mestre         | Vendée           | UDF    |
| Vice-présidents |           | André Billardon         | Saône-et-Loire   | SOC    |
| Vice-présidents |           | Claude Évin             | Loire-Atlantique | SOC    |
| Vice-présidents |           | Jean-Pierre Michel      | Haute-Saône      | SOC    |
| Questeurs       |           | Roger Corrèze           | Loir-et-Cher     | RPR    |
| Questeurs       |           | Christian Laurissergues | Lot-et-Garonne   | SOC    |
| Questeurs       |           | Francis Geng            | Orne             | UDF    |
| Secrétaires     |           | Jean-Pierre Balligand   | Aisne            | SOC    |
| Secrétaires     |           | Jacques Blanc           | Lozère           | UDF    |
| Secrétaires     |           | Jean-Michel Boucheron   | Charente         | SOC    |
| Secrétaires     |           | Bruno Bourg-Broc        | Marne            | RPR    |
| Secrétaires     |           | Benjamin Brial          | Wallis-et-Futuna | RPR    |
| Secrétaires     |           | Yvon Briant             | Val-d'Oise       | NI     |
| Secrétaires     |           | Bruno Gollnisch         | Rhône            | FN-RN  |
| Secrétaires     |           | Marie-France Lecuir     | Val-d'Oise       | SOC    |
| Secrétaires     |           | Pierre Mauger           | Vendée           | RPR    |
| Secrétaires     |           | Monique Papon           | Loire-Atlantique | UDF    |
| Secrétaires     |           | Gilles de Robien        | Somme            | UDF    |
| Secrétaires     |           | Jean-Paul Virapoullé    | Réunion          | UDF    |

#### Installation du Bureau
Le Bureau est composé le vendredi 4 avril 1986 (séance publique). Le nombre de candidats étant supérieur au nombre de sièges à pourvoir, un scrutin est organisé. Lors des deux premiers tours, doivent être élus, dans l'ordre des suffrages, ceux ayant obtenu la majorité des suffrages exprimés. Au troisième tour, seule la majorité relative suffit, le plus âgé étant nommé en cas d'égalité.
Vice-présidents
Pour les six postes de vice-présidents, huit personnes sont candidates.
| Candidat           | Groupe         | Groupe         | Premier tour | Premier tour | Deuxième tour | Deuxième tour | Troisième tour | Troisième tour | Situation |
| Candidat           | Groupe         | Groupe         | Voix         | %            | Voix          | %             | Voix           | %              | Situation |
| ------------------ | -------------- | -------------- | ------------ | ------------ | ------------- | ------------- | -------------- | -------------- | --------- |
| André Billardon    |                | SOC            | 253          | 48,00        | 203           | 38,23         | 187            | 69,00          | Élus      |
| Claude Évin        |                | SOC            | 253          | 48,00        | 196           | 36,91         | 187            | 69,00          | Élus      |
| Jean-Pierre Michel |                | SOC            | 251          | 47,63        | 194           | 36,53         | 187            | 69,00          | Élus      |
| Claude Labbé       |                | RPR            | 249          | 47,25        | 286           | 53,86         | -              | -              | Élus      |
| Philippe Mestre    |                | UDF            | 247          | 46,87        | 283           | 53,29         | -              | -              | Élus      |
| Charles Millon     |                | UDF            | 247          | 46,87        | 309           | 58,19         | -              | -              | Élus      |
| Pascal Arrighi     |                | FN-RN          | 54           | 10,24        | 46            | 8,66          | 58             | 21,40          | -         |
| Jacques Roux       |                | COM            | 28           | 5,31         | 29            | 5,46          | 28             | 10,33          | -         |
| Divers             | Divers         | Divers         | 2            | 0,38         | 2             | 0,37          | 0              | 0,00           | -         |
|                    |                |                |              |              |               |               |                |                |           |
| Votants            | Votants        | Votants        | 528          | 100,00       | 532           | 100,00        | 281            | 100,00         |           |
| Blancs ou nuls     | Blancs ou nuls | Blancs ou nuls | 1            | 0,19         | 1             | 0,19          | 10             | 3,56           |           |
| Exprimés           | Exprimés       | Exprimés       | 527          | 99,81        | 531           | 99,81         | 271            | 96,44          |           |

Questeurs
Pour les trois postes de questeurs, trois candidatures ont été reçues : Roger Corrèze (RPR), Christian Laurissergues (SOC) et Francis Geng (UDF). Le nombre de candidats n'étant pas supérieur au nombre de sièges à pourvoir, les trois députés sont désignés questeurs.
Secrétaires
Pour les douze postes de secrétaires, douze candidatures ont été reçues : Jean-Pierre Balligand (SOC), Jacques Blanc (UDF), Jean-Michel Boucheron (SOC), Bruno Bourg-Broc (RPR), Benjamin Brial (RPR), Yvon Briant (NI), Bruno Gollnisch (FN-RN), Marie-France Lecuir (SOC), Pierre Mauger (RPR), Monique Papon (UDF), Gilles de Robien (UDF) et Jean-Paul Virapoullé (UDF). Le nombre de candidats n'étant pas supérieur au nombre de sièges à pourvoir, les douze députés sont désignés secrétaires.

### Commissions et autres organes parlementaires
| Commissions permanentes                                                                                    | Président      | Président                | Groupe    |
| --- | -------------- | ------------------------ | --------- |
| Commission des Affaires culturelles, familiales et sociales                                                |                | Jacques Barrot           | UDF       |
| Commission des Affaires étrangères                                                                         |                | Valéry Giscard d'Estaing | UDF       |
| Commission de la Défense nationale et des Forces armées                                                    |                | François Fillon          | RPR       |
| Commission des Finances, de l'Économie générale et du Plan                                                 |                | Michel d'Ornano          | UDF       |
| └ Rapporteur général : Robert-André Vivien (RPR)                                                           |                |                          |           |
| Commission des Lois constitutionnelles, de la Législation et de l'Administration générale de la République |                | Jacques Toubon           | RPR       |
| Commission de la production et des échanges                                                                |                | Jacques Dominati         | UDF       |
| Autres commissions                                                                                         | Président      | Président                | Groupe    |
| Commission spéciale chargée de vérifier et d'apurer les comptes                                            |                | Roland Nungesser         | RPR       |
| Délégations                                                                                                | Président      | Président                | Groupe    |
| Délégation pour les Communautés européennes                                                                |                | Michel Cointat           | RPR       |
| Délégation pour la planification                                                                           |                | Alain Griotteray         | UDF       |
| Délégation parlementaire pour la communication audiovisuelle                                               | Supprimée      | Supprimée                | Supprimée |
| Délégation parlementaire pour les problèmes démographiques                                                 |                | Henri Bayard             | UDF       |
| Autres organes                                                                                             | Vice-président | Vice-président           | Groupe    |
| Office parlementaire d'évaluation des choix scientifiques et technologiques                                |                | Philippe Bassinet        | SOC       |